# Alejandro Spajić
Alejandro Spajic (San Juan, Argentina, 7 de mayo de 1976) es un exjugador de argentino de voleibol. Fue miembro de la selección masculina de voleibol de Argentina. 

## Trayectoria
Durante su infancia practicó hockey sobre patines y judo, pero luego se decantó por el básquetbol, donde llegó a competir a nivel provincial con el equipo superior del club Inca Huasi.
A los 17 años comenzó a practicar voleibol en el club Obras de San Juan. Evolucionó rápidamente como jugador, por lo que terminó ganándose un lugar importante en el equipo a partir de 1995.
Migró a Francia en 2000 para jugar en el Stade Poitevin Volley-Ball. Luego de dos temporadas en Europa, fue repatriado por Obras de San Juan. Sin embargo en la temporada 2003-04 pasó al Bolívar, equipo con el que conquistó el título de la Liga de Voleibol Argentina.
Volvió a dejar su país en 2004, esta vez para fichar con el Lokomotiv Bélgorod de Rusia. En su primera temporada allí, participó de la conquista de la Copa de Rusia y de la Superliga de Rusia, además de terminar como subcampeón de la CEV Champions League.
Regresó a la Argentina en 2006 para jugar una década más a nivel local. De esa manera pasó por las filas de Azul Vóley, Bolívar -con el que volvió a consagrarse campeón de la LAV en las temporadas 2007-08, 2008-09 y 2009-10-, Sarmiento y La Unión de Formosa.
En 2010 obtuvo el Diploma al Mérito de los Premios Konex como uno de los 5 mejores jugadores de voleibol de la década en la Argentina.
Ya retirado, volvió a la práctica del deporte en la categoría sénior jugando al maxibasket para el Colón de San Justo.

### Clubes
| Club                     | País      | Años      |
| ------------------------ | --------- | --------- |
| Obras de San Juan        | Argentina | 1993-2000 |
| Stade Poitevin           | Francia   | 2000-2002 |
| Obras de San Juan        | Argentina | 2002-2003 |
| Bolívar                  | Argentina | 2003-2004 |
| Lokomotiv Bélgorod       | Rusia     | 2004-2006 |
| Azul Vóley               | Argentina | 2006-2007 |
| Bolívar                  | Argentina | 2007-2010 |
| Sarmiento de Resistencia | Argentina | 2010-2011 |
| La Unión de Formosa      | Argentina | 2011-2013 |
| Sarmiento de Resistencia | Argentina | 2013-2014 |
| Bolívar                  | Argentina | 2014-2016 |

## Selección nacional
Spajic fue miembro de la selección masculina de voleibol de Argentina durante casi 15 años.
Disputó el torneo de voleibol de los Juegos Olímpicos de Sídney 2000 y Atenas 2004. 
También jugó cuatro veces el Campeonato Mundial de Voleibol Masculino (1994, 1998, 2002 y 2006) y once ediciones de la Liga Mundial de Voleibol, obtuvo medalla de bronce (1997) y de plata (1999) en el Campeonato Sudamericano de Voleibol Masculino, y representó a su país en la Copa Mundial de Voleibol de 1999, los Juegos Panamericanos de 1999, la Grand Champions Cup de 2001 y la Copa América de Voleibol de 2005.

## Palmarés
- Argentina:
  - Liga Argentina de Voleibol: 1995, 2004, 2008, 2009 y 2010
  - Copa ACLAV: 2008, 2009, 2010, 2012 y 2015
  - Torneo Súper 8: 2009
  - Copa Máster: 2015
- Rusia
  - Superliga de Voleibol de Rusia: 2005
  - Copa de Rusia: 2005
- Francia
  - Copa de Francia: 2002